# Original (film)
Original är en svensk/dansk film från 2009. Den är skriven och regisserad av Alexander Brøndsted och Antonio Tublén

## Handling
Henry har blivit en blek personlighet genom att endast leva enligt andra människors förväntningar. Henrys pappa dog när han var liten, bortgången tog hårt på Henrys danska mamma Harriet. Harriet bryter ihop och blir inlagd på klinik i Danmark. När filmen börjar jobbar Henry som bankman och har flickvän, och Henry planerar att fria till henne på en romantisk middag. Men tjejen gör slut och strax efter får Henry sparken från sitt jobb.
För att få kontroll över sitt liv måste Henry sluta vara en blek kopia av en människa och återta sitt glittrande ursprung. Han träffar Jon som övertalar Henry att följa med till Spanien för att öppna en restaurang där. De hoppar in i Jons gröna husbil och äventyret börjar. Vägen är inte spikrak; de besöker konstiga ställen och är med om märkliga saker. De hamnar på strippklubb, träffar rockabillyn Marie, fastnar i en knarkhärva och mycket mer.

## Rollista
- Sverrir Gudnason – Henry
- Tuva Novotny – Marie
- David Dencik – Jon
- Dejan Cukic – Max
- Ghita Nørby – Harriet
- Magnus Krepper – Berd, Henrys far
- Thomas Bo Larsen – Pedro
- Jesper Christensen – Bruno
- Charlotte Fich – Helm
- Michalis Koutsogiannakis – Alberto
- Patrik Karlson – Hockeytränaren
- Saga Gärde – Ebba
- Eric Ericson – Henrys chef på banken
- Erik Lundin – älskaren